# Quirinius skattskrivning

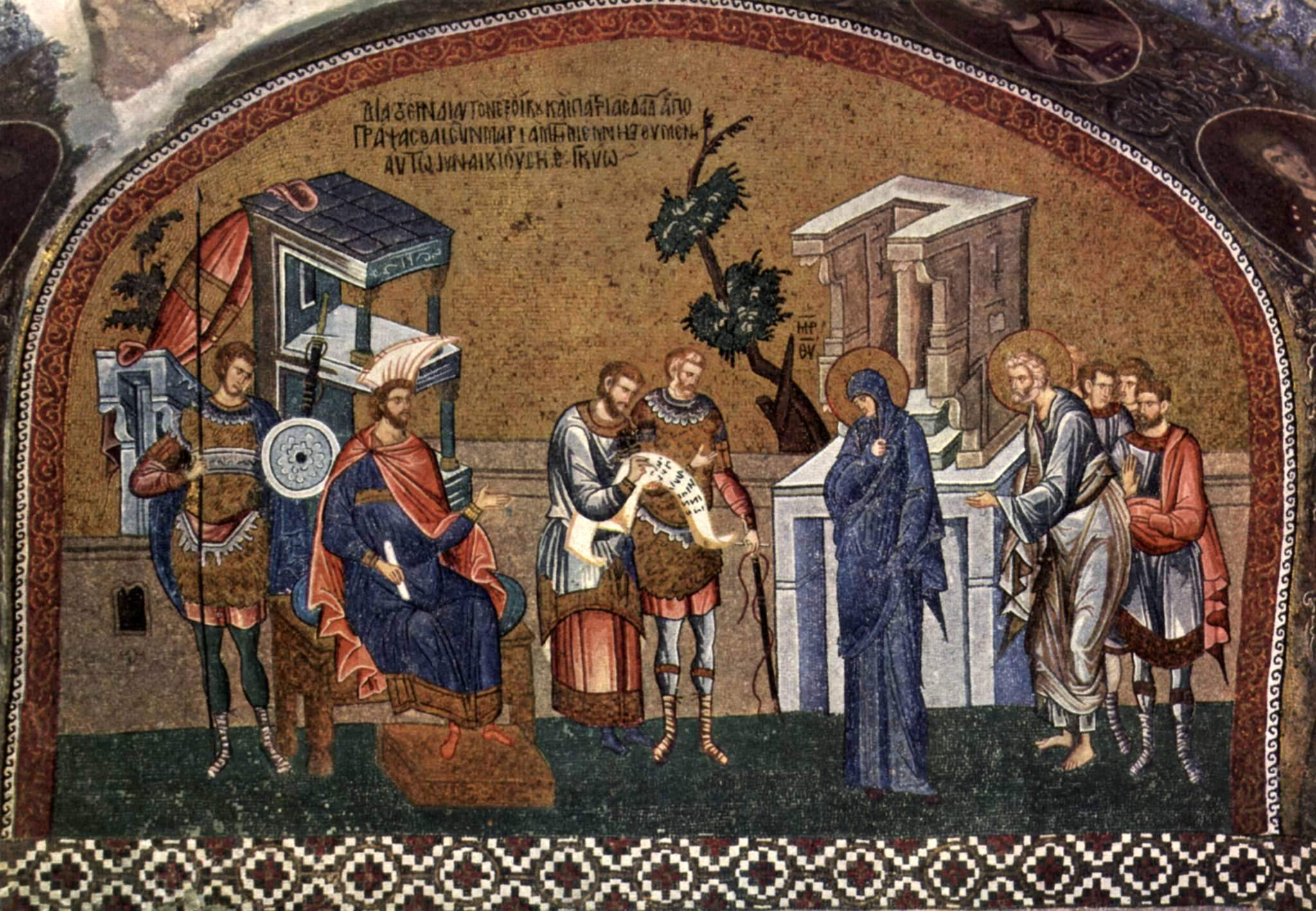
Maria och Josef skattskriver sig, målning.

Quirinius skattskrivning var den folkräkning i den romerska provinsen Judea som gjordes år 6 under Quirinius, som var romersk ståthållare över Syria och Judeen. Folkräkningen genomfördes i beskattningssyfte. Att skattskrivningen skulle gälla ”hela världen” stämmer inte. Augustus skattskrivningar berörde endast romerska medborgare. Ingen tvingades att resa till släkters hemstäder för att skattskrivas utan det var de registrerande ämbetsmännen som måste förflytta sig från plats till plats. Anledningen till resan i berättelsen är att författaren ville få den att stämma med profetian om att Messias skulle komma från Betlehem.
Lukasevangeliet nämner att den inträffade vid tiden för Jesu födelse, när Josef och Maria begav sig till Betlehem i den romerska lydstaten Judéen. Bibelforskare är oeniga om exakt när skattskrivningen skall ha ägt rum, vissa menar att den tog flera år att genomföra.

### Fotnoter
1. ↑  Dick Harrison, Historiebloggen/ Kejsar Augustus skattskrivning
2. ↑  ”Sveriges kvalitetssajt för nyheter”. SvD.se. http://blog.svd.se/historia/2014/08/30/kejsar-augustus-skattskrivning/. Läst 8 juni 2020.
3. ↑  Daniel Wistrand (20 december 2013). ”Så tvingades Jesu familj till skattskrivning”. Dagen. http://www.dagen.se/livsstil/s%C3%A5-tvingades-jesu-familj-till-skattskrivning-1.102087. Läst 18 november 2015.